# Ingeniería Civil en Agroindustrias
Ingeniería Civil en Agroindustrias
La Ingeniería Civil en Agroindustrias es una especialización de la ingeniería civil enfocada en la planificación, diseño, construcción y gestión de infraestructuras y procesos para la agroindustria. Como disciplina, aplica fundamentos de ciencias básicas (matemática, física, química y biología), ciencias de la ingeniería y áreas de economía y administración para abordar problemáticas globales en el sector agroindustrial, desde la infraestructura hasta el procesamiento y comercialización de productos agrícolas.

## Perspectiva Global y Campos de Aplicación
Esta ingeniería se ha desarrollado en diversas partes del mundo para satisfacer las necesidades del sector agroindustrial, un campo esencial para la seguridad alimentaria global, el desarrollo económico y la sostenibilidad ambiental. La ingeniería civil en agroindustrias tiene aplicaciones tanto en sectores alimentarios como no alimentarios, incluyendo:
- Industria Alimentaria : abarca la producción, procesamiento y optimización de procesos para industrias como la pesca, agricultura, ganadería, fruticultura, lácteos, carnes, y panadería (FAO, 2021). En regiones como Asia y América Latina, es clave en la modernización de estos sectores, mientras que en Europa se enfoca en la sostenibilidad y la eficiencia energética (International Engineering Alliance, 2022).
- Industria No Alimentaria : incluye productos cosméticos, herbolarios, suplementos alimenticios, alimentos para animales y otras aplicaciones de sectores agrícolas. Estos sectores son fundamentales en economías emergentes y contribuyen al desarrollo rural y a la reducción de la pobreza (IFPRI, 2020).

## Perfil Profesional
El Ingeniero Civil en Agroindustrias posee competencias para:
- Gestión y Operación de Plantas Agroindustriales : en contextos que van desde pequeñas y medianas empresas hasta grandes industrias, este ingeniero dirige procesos agroindustriales, optimizando la eficiencia y la sostenibilidad (López & Ramírez, 2018).
- Diseño y Construcción : proyecta, calcula y construye infraestructuras clave para la industria, incluyendo plantas de procesamiento, redes de fluidos y sistemas eléctricos, adaptándose a regulaciones locales y estándares internacionales (García, 2020).
- Asesoría Técnica : asesora a empresas públicas y privadas en optimización de procesos y sostenibilidad en el sector agroindustrial, teniendo en cuenta las demandas de mercados internacionales y la normativa global (World Federation of Engineering Organizations, 2022).
- Evaluación y Comercialización de Proyectos : evalúa la viabilidad de proyectos agroindustriales desde una perspectiva económica, social y ambiental, gestionando también financiamientos e inversiones internacionales (IFPRI, 2019).
- Investigación y Docencia : colabora en la investigación y enseñanza en áreas como las ciencias de la ingeniería y la agroindustria, adaptando métodos y tecnologías para resolver desafíos de la producción agrícola en diversas regiones (Rodríguez, 2020).

## Formación Académica y Titulación
La obtención del título de Ingeniero Civil en Agroindustrias varía según el país, pero generalmente requiere completar un programa académico de al menos seis años y obtener el grado de Licenciado en Ciencias de la Ingeniería . Los programas en esta disciplina integran conocimientos en ingeniería civil y especialización en procesos agroindustriales, proporcionando una formación amplia que capacita al profesional para gestionar infraestructuras de plantas de procesamiento, redes de agua potable y sistemas eléctricos, cumpliendo con los estándares globales de seguridad y sostenibilidad ( Alianza Internacional de Ingeniería, 2022; Ministerio de Educación de Chile, 2018).

## Atribuciones y Competencias Internacionales
En diversos países, los ingenieros civiles en agroindustrias tienen atribuciones específicas. En Chile, por ejemplo, la Ley 12.851 (1958) regula las competencias de este ingeniero, permitiéndole proyectar y supervisar construcciones en el sector agroindustrial, y optimizar procesos de transformación de recursos naturales. En Europa, esta titulación está alineada con las competencias de la Red Europea para la Acreditación de la Educación en Ingeniería (ENAEE), y en algunos países escandinavos, la Ingeniería Civil en Agroindustrias se considera equivalente a un Master en Tecnología debido a su duración y complejidad formativa (WFEO). , 2022).